# Telespiza
Telespiza és un dels gèneres d'ocells de la família dels fringíl·lids (Fringillidae).

## Llistat d'espècies
Segons la classificació del Congrés Ornitològic Internacional (versió 15.1, 2025), aquest gènere està format per dues espècies:
- Palila de Laysan (Telespiza cantans Wilson, SB, 1890)
- Palila de Nihoa (Telespiza ultima Bryan, 1917)